# Glosar de termeni despre furnici
Acesta este un glosar al termenilor folosiți în descrierile furnicilor.
Cuprins: Început - 0–9 A B C D E F G H I J K L M N O P Q R S T U V W X Y Z

## B
- Bivuac — la furnica militară și furnica conducător, cuib format din corpurile furnicilor înseși pentru a proteja matca și larvele[1]

## M
- Mirmidoni (n.) furnici-oameni în Metamorfoze și în Iliada, unde sunt războinicii lui Ahile
- Mirmecologie — este o ramură a entomologiei axată pe studiul științific al furnicilor.
- Mirmecofag (adj.) care se hrăninește cu furnici
- Mirmecofil (n.) un organism care împarte în mod obișnuit un mușuroi de furnici, mirmecofilos (adj.), mirmecofil (n.)

## R
- Regină — este o furnică adultă, care se reproduce într-o colonie de furnici; în general ea va fi mama tuturor celorlalte furnici din colonia respectivă.